# Eisenhauer
Eisenhauer ist der Familienname folgender Personen:
- Angelika Stellzig-Eisenhauer (* 1961), deutsche Kieferorthopädin und Hochschullehrerin
- Anton Eisenhauer (* 1959), deutscher Physiker, Meereswissenschaftler und Hochschullehrer
- David Fink-Eisenhauer (* 1988), deutscher Musiker
- Elisabeth Eisenhauer (1920–2012), deutsche Studienrätin
- Frank Eisenhauer (* 1968), deutscher Astronom und Astrophysiker
- Georg Eisenhauer (1920–2015), deutscher Arbeitswissenschaftler
- Gerwin Eisenhauer (* 1967), deutscher Jazz-Schlagzeuger
- Gregor Eisenhauer (* 1960), deutscher Schriftsteller
- Nico Eisenhauer (* 1980), deutscher Biologe und Hochschullehrer
- Ranka Eisenhauer (* 1969), bosnisch-deutsche Schriftstellerin
- Thomas Eisenhauer (* 1951), deutscher Internist, Nephrologe und Hochschullehrer

Siehe auch:
- Eisenhower
- Eissenhauer